# Marie-Anne Libert
Marie-Anne Libert, née 7 avril 1782 à Malmedy et morte dans la même ville le 14 janvier 1865, est une botaniste et mycologue belge. C'est l'une des premières femmes phytopathologues.

## Biographie
Marie-Anne Libert est née le 7 avril 1782 à Malmedy, au sein d'une famille de treize enfants, son père est tanneur et bourgmestre, sa mère Marie-Jeanne Dubois, jeune femme cultivée qui suit de près l'éducation de ses enfants.
À douze ans, Marie-Anne Libert est envoyée au pensionat des sœurs bénédictines à Prüm (Allemagne) afin d'y recevoir un enseignement en allemand, en mathématiques et au violon.
De retour dans sa région, la jeune fille s'intéressa très tôt à la botanique, et elle entretenait un petit jardin pour observer les espèces de plantes qu'elle trouvait lors de ses promenades dans les environs de Malmedy, notamment dans les Hautes Fagnes. Elle entra par hasard en contact avec le médecin verviétois Alexandre Lejeune chargé de faire l'inventaire de la flore dans le Département de l'Ourthe. Celui-ci fut intrigué par les activités de la jeune botaniste, et de ce fait, il l'engagea pour effectuer quelques recherches pour lui.
Par la suite, grâce au Dr Lejeune, Anne-Marie Libert entra en contact avec Augustin-Pyramus de Candolle, botaniste suisse en voyage d'étude dans la région. En compagnie de ses deux partenaires scientifiques, Lejeune et Candolle, elle sillonna la campagne ce qui fut très formateur pour elle et pour la suite de sa carrière de botaniste.
Elle fut l'une des premières à identifier le champignon responsable de « la maladie de la pomme de terre » (le mildiou), qu'elle appela Botrytis vastatrix Lib. et dont elle donna une description détaillée dans un mémoire rédigé en août 1845. Le mycologue allemand, Anton de Bary, s'appuya, entre autres sur ses travaux, lorsqu'il démontra en 1876 que ce champignon, qu'il renomma Phytophthora infestans, était bien la cause du mildiou, et non sa conséquence comme on le pensait encore à l'époque.
On lui doit aussi la description de plusieurs Ascomycètes pathogènes des plantes dont  Alternaria cheiranthi (Lib.) P.C. Bolle (basionyme : Helminthosporium cheiranthi Lib.), agent pathogène des giroflées, et Fusarium coeruleum Lib. ex Sacc., agent responsable d'une pourriture sèche de la pomme de terre.
Marie-Anne Libert est associée-libre de la Société linnéenne de Paris dès 1822.

## Éponymie
Les genres Libertia (plantes de la famille des Iridaceae) et Libertiella (champignons ascomycètes) lui ont été dédiés, respectivement par Kurt Sprengel et par Carlos Luis Spegazzini et Casimir Roumeguère.

## Hommage
Le « Cercle naturaliste de la région de Malmedy », fondé en 1951, devenu par la suite « Cercle Royal Marie-Anne Libert », a pris son nom pour lui rendre hommage. En 1965, pour le centenaire de sa mort, il a fait ériger une stèle ornée d'un médaillon à l'effigie de Marie-Anne Libert dans le parc des Tanneries (parc Marie-Anne Libert) à Malmedy.

## Œuvres

### Publications
- Mémoires sur des cryptogames observées aux environs de Malmedy, 1826.
- « Cryptogamie: fougères », in A. L. S. Lejeune, Flore des environs de Spa, Vol. 2. Duvivier, Liège, p. 272–285.
- « Sur un genre nouveau d’Hépatiques, Lejeunia », Annales Générales des Sciences Physiques, vol. 6, 1820, p. 372–374.

### Herbiers
Entre 1830 et 1837, Maria-Anne Libert publie et distribue des récoltes de cryptogames sous le titre Plantae cryptogamicae quas in Arduenna collegit M.A. Libert (Liège, Jacobi Desoer, 1830-1837). Quelque vingt exemplaires de cette collection d'exsiccata sont encore répertoriés en 2018 dans toute l'Europe, au Canada, aux États-Unis et en Australie. En 2019, un exemplaire conservé au cercle culturel Malmedy-Folklore a été confié au Jardin botanique de Meise.